# Bola de pèl

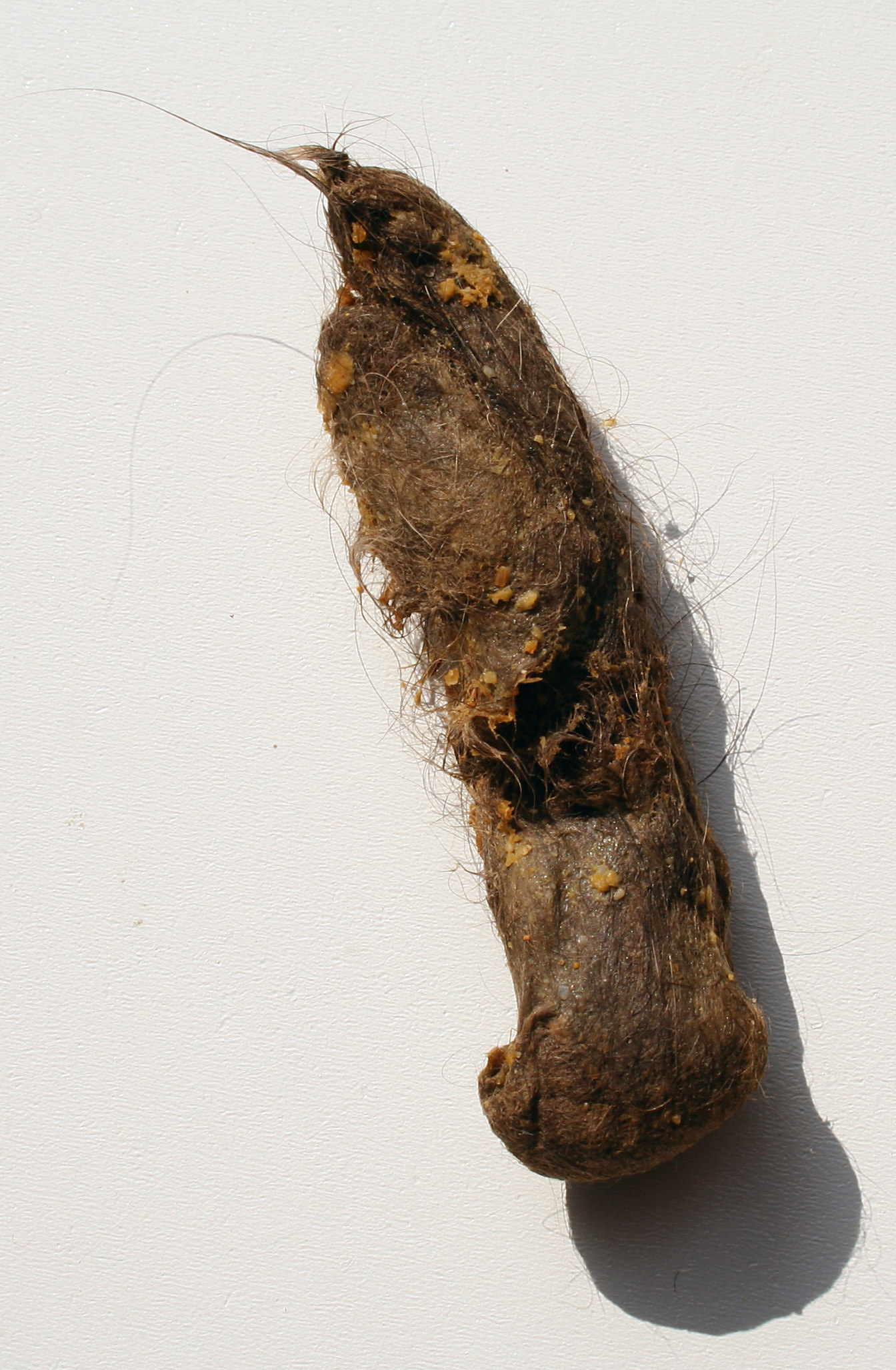
Una bola de pèl de 10 cm

Una bola de pèl, es forma quan un gat es llepa de forma continuada el pelatge. Els pèls del gat s'acumulen a l'estòmac i és quan apareixen les boles de pèl. Quan el gat detecta que hi ha un excés de pèls a l'estómac comença un procés d'expulsió, en el qual el gat elimina els pèls per la boca, vomitant les boles. L'aparença pot ser arrodonida però el més freqüent és la forma cilíndrica, a més de pèl també s'hi poden trobar altres substàncies com per exemple la saliva o restes de menjar.
A més dels gats, les boles de pèl també es troben a altres animals com els conills o els bous.